# 宮本野明
宮本 野明（みやもと のあ、7月6日 - ）は、日本の舞台女優、ナレーター。以前はB-Boxに所属していた。岐阜県出身。
アメリカ合衆国への留学経験がある。

## 出演作品

### 舞台
- THE SCAR-FACE 2002 SUMMER STAGE 「Destiny」（麻子）
- THE SCAR-FACE 2004 EXTRA STAGE「闇に浮かぶやわらかな光」（裕美子）
- THE SCAR-FACE 2006 RENEWAL STAGE「FRAGMENT」（棗田美紀）
- ふれる〜じゅ 『Ein Arzt』『Adopted Land』
- 「Cherish」

### ナレーション
- キスゴンえいごハウス